# Attacco aereo

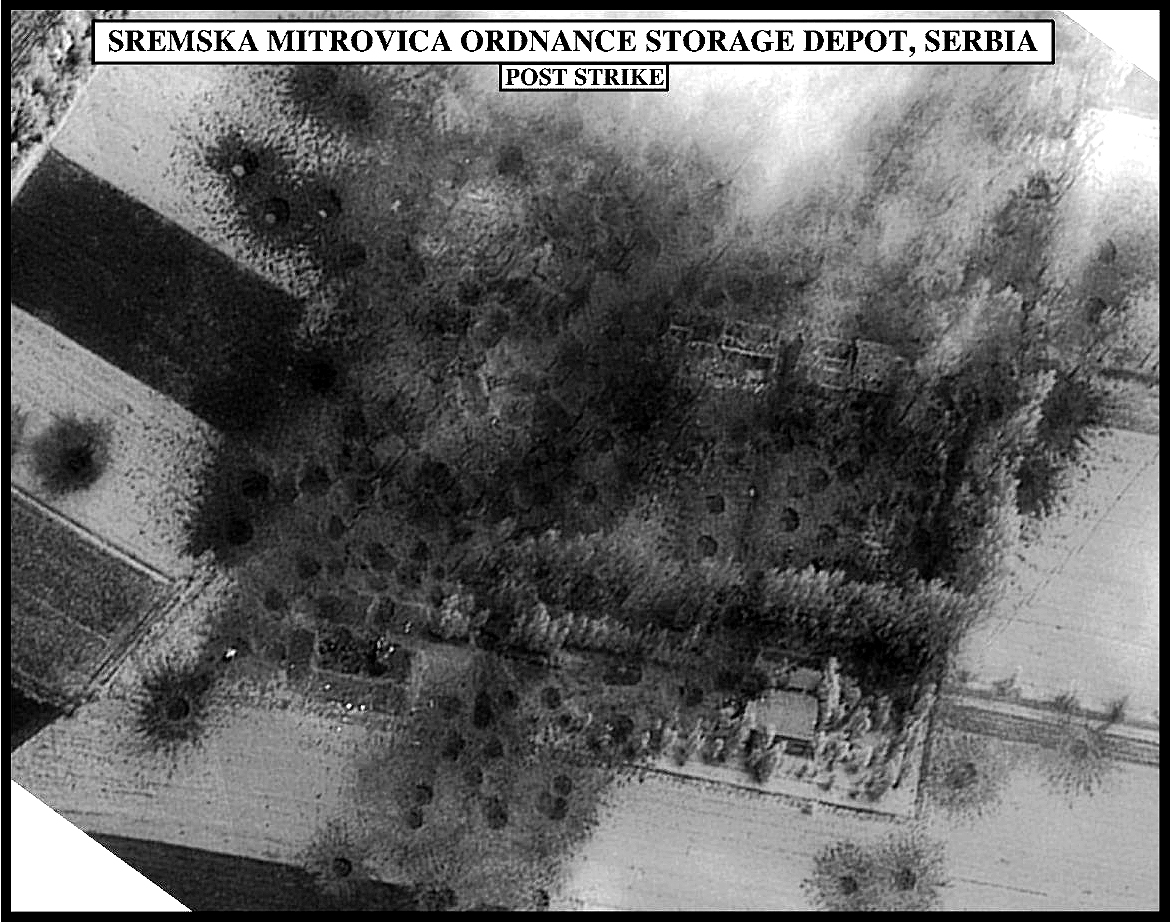
Risultato di un attacco aereo durante la guerra del Kosovo (Operazione Allied Force)

Un attacco aereo o raid aereo (in inglese air raid, airstrike o air strike) è un'operazione militare offensiva effettuata da aeromobili d'attacco contro specifici obiettivi nemici.

## Storia

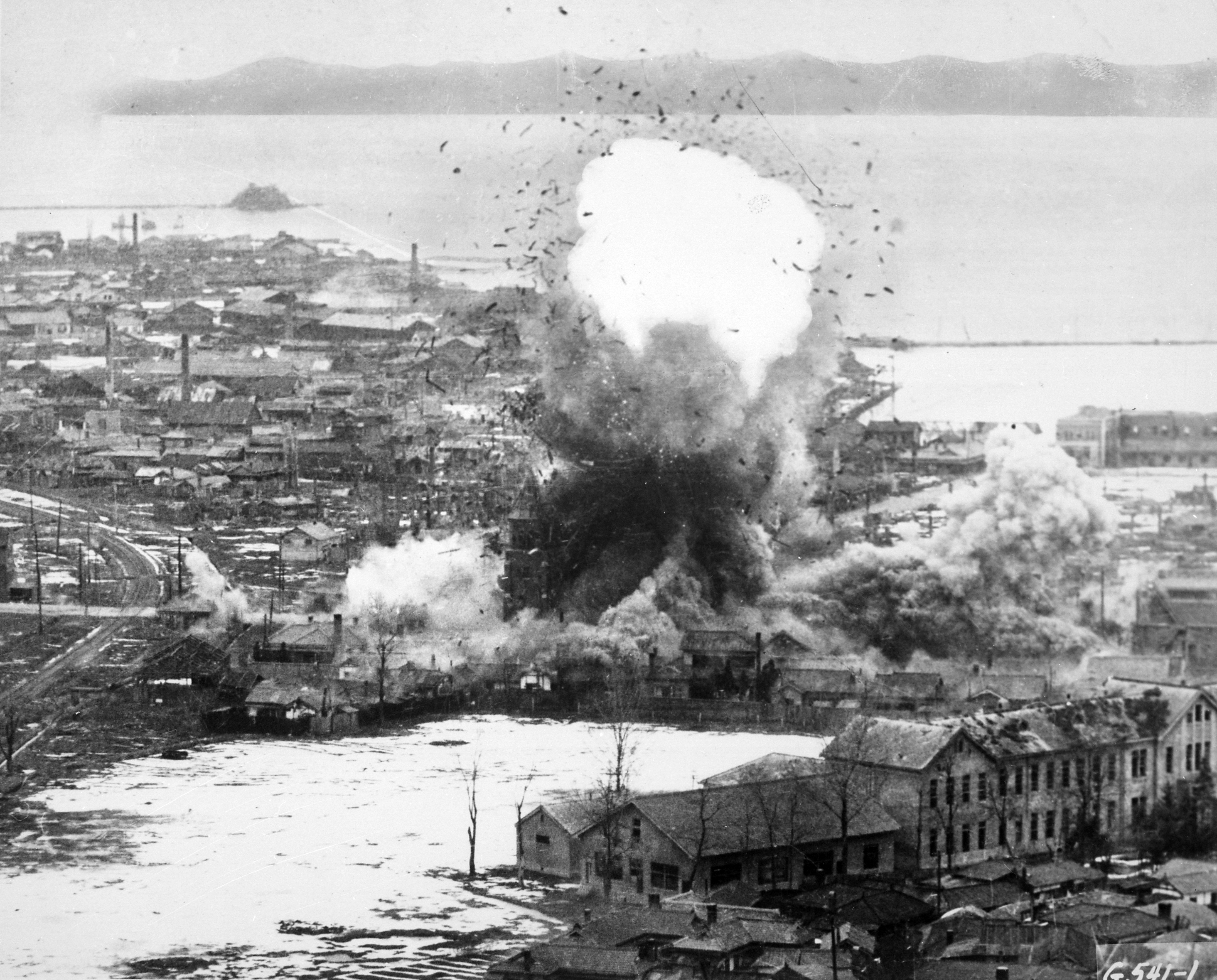
Attacco aereo di A-26 contro dei magazzini a Wŏnsan durante la guerra di Corea

Il termine air strike ha esteso il concetto di strike aircraft (aereo da attacco), i quali in passato (nelle prime generazioni di aerei) erano denominati come bombardieri leggeri o aerei di attacco. Con la quasi completa supremazia aerea raggiunta dalle nazioni sviluppate nelle regioni meno sviluppate, gli aerei da caccia (fighters) possono spesso essere modificati per aggiungervi delle capacità di attacco – che non erano possibili nelle generazioni precedenti di aerei da caccia – per "creare" nuovi tipi di aerei come i cacciabombardieri (fighter-bombers), i caccia da attacco (strike fighters) o i caccia multiruolo (multirole fighters).

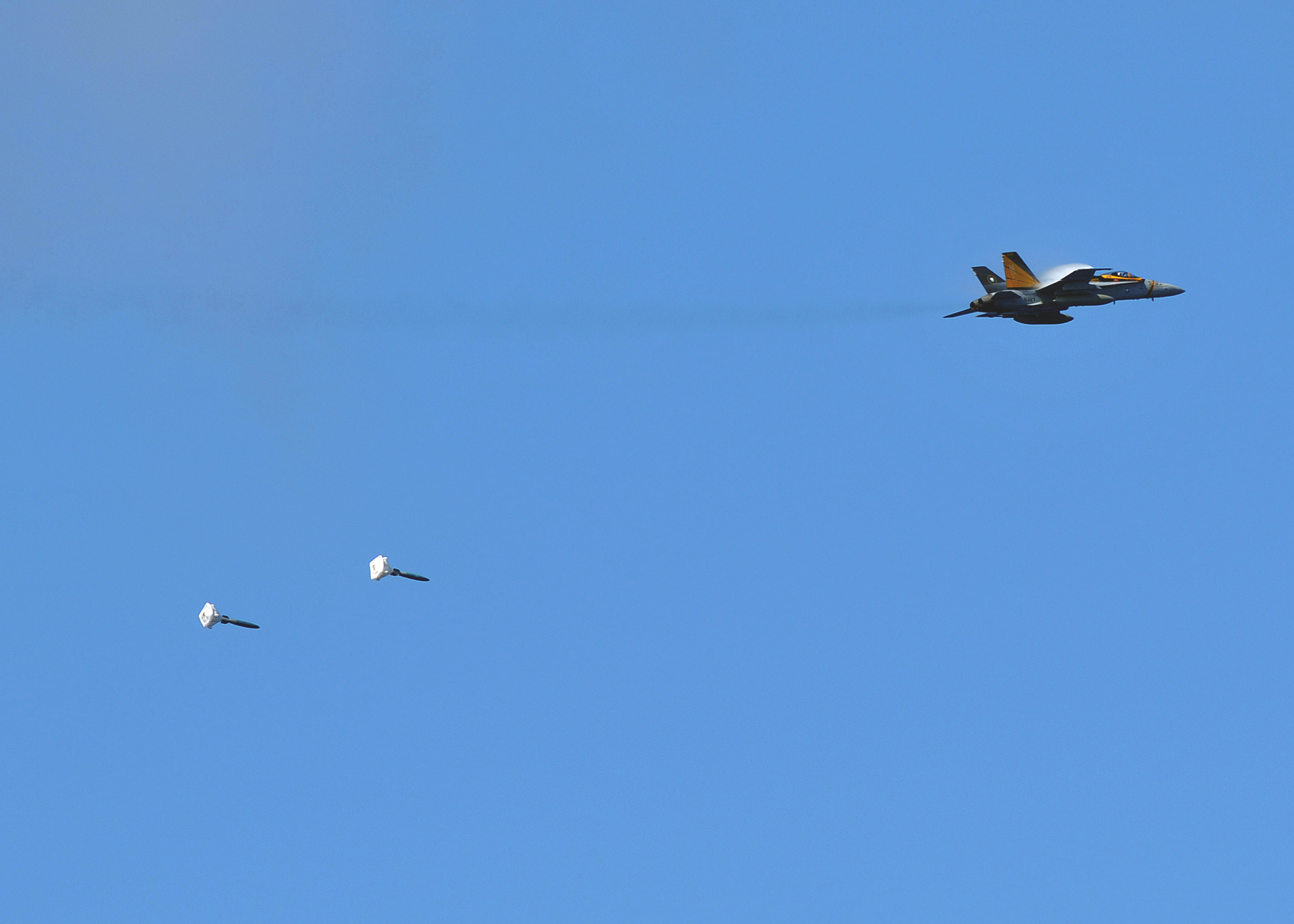
Un caccia americano F-A-18C Hornet esegue un attacco aereo attraverso lo sgancio di due bombe

Gli attacchi aerei possono essere eseguiti per scopi strategici al di fuori della guerra generale. Ad esempio, l'operazione Babilonia fu un singolo attacco aereo israeliano (condotto con 8 F-16A) contro il reattore nucleare iracheno "Osirak"; anche se criticato dall'opinione pubblica mondiale (Risoluzione 487 del Consiglio di sicurezza delle Nazioni Unite) esso non ha condotto al generale scoppio della guerra. Un simile esempio di guerra preventiva ha creato nuove questioni circa la legittima difesa e il diritto internazionale.
Attacchi aerei – compresi attacchi con condotti con UCAV – sono stati ampiamente utilizzati nei conflitti bellici durante la guerra del Golfo, la guerra del Kosovo, la guerra al terrorismo, la guerra in Afghanistan, la guerra in Iraq, la prima guerra civile in Libia, la guerra civile siriana, la guerra civile in Iraq, la guerra civile dello Yemen (2015).

## Descrizione
Gli attacchi aerei vengono comunemente effettuati da aeromobili come bombardieri, aerei da attacco, cacciabombardieri, caccia multiruolo, elicotteri d'attacco e UCAV. La definizione ufficiale comprende tutti i tipi di obiettivi, ma generalmente il termine è utilizzato per gli attacchi tattici (su piccola scala) contro obiettivi terrestri o navali (interdizione aerea, supporto aereo ravvicinato, SEAD, bombardamento tattico), escludendo i bombardamenti strategici o a tappeto. L'armamento utilizzato in questo tipo di operazione è variabile e può comprendere: cannoni, bombe (libere, plananti e guidate), razzi, missili aria-superficie (ad esempio anticarro, antinave, antiradar e da crociera), armi ad energia diretta).